# Dorothy Bridges
Dorothy Bridges (ur. 1915, zm. 16 lutego 2009) – amerykańska aktorka i poetka. Była żoną aktora Lloyda Bridgesa i matką aktorów Beau Bridgesa i Jeffa Bridgesa. Urodziła się jako Dorothy Louise Simpson 19 września 1915 w Worcester w stanie Massachusetts. Kiedy miała dwa lata, jej rodzice przeprowadzili się do Los Angeles. Gdy studiowała na University of California w Los Angeles, brała udział w próbach teatralnych. Tam też poznała nieco starszego Lloyda Bridgesa. Pobrali się w Nowym Jorku w 1938. Do Kalifornii wrócili w 1940, gdy Lloyd podpisał kontrakt z wytwórnią Columbia Pictures. Występowała epizodycznie w serialu Sea Hunt, filmie telewizyjnym The Thanksgiving Promise (1986), filmie See You in the Morning (1989) i w filmie telewizyjnym Secret Sins of the Father (1994). Przez całe małżeństwo Dorothy pisała wiersze dla męża na Walentynki. Owdowiała w 1998. W 2005, kiedy miała 89 lat, zebrała je w tomiku You Caught Me Kissing: A Love Story. Zmarła w wieku 93 lat.